# Norah Lange
 (novembre 2018).
Si vous disposez d'ouvrages ou d'articles de référence ou si vous connaissez des sites web de qualité traitant du thème abordé ici, merci de compléter l'article en donnant les références utiles à sa vérifiabilité et en les liant à la section « Notes et références ».
Norah Lange (née à Buenos Aires le 23 octobre 1905 et morte à Buenos Aires le 4 août 1972) est une écrivaine argentine.
Fille du norvégien Gunnar Lange et de Bebba Erfjord. Sa tante, Estela Erfjord est l'épouse de Francisco Eduardo Borges, oncle paternel de l'écrivain Jorge Luis Borges. Ce lien familial amènera les deux écrivains à évoluer ensemble longtemps au sein du milieu littéraire portègne. Borges préface le recueil poétique de Norah, La Calle de la tarde (La Rue du soir), en 1925. Ses autres recueils sont Los Dias y las Noches (Les Jours et les Nuits) en 1926, El Rumbo de la rosa en 1930. Ses textes en prose se composent de Voz de la vida en 1927, et 45 dias y 30 marineros en 1933. Elle publie également deux tomes de mémoires, à savoir Cuadernos de infancia en 1937, puis Antes que mueran en 1944.
Appartenant à une famille bourgeoise et cultivée, c'est chez sa famille que le samedi soir sert de lieu de réunion au groupe de jeunes écrivains dont font partie Borges, Leopoldo Marechal, Jacobo Fijman, Scalabrini Ortiz, etc. On s'y adonne à la lecture de poésies et à des séances musicales, on y danse même le tango. Borges y rencontre, en 1922, sa jeune fiancée Concepcion Guerrero. Ces réunions brillantes et l'atmosphère intellectuelle qui entoure Norah Lange au cours des années 1920 sont évoquées dans le roman de Leopoldo Marechal : Adan Buenosayres. Parmi d'autres personnages recréés, Norah, qui fut un temps aimée par Marechal, y apparaît sous le nom de Solveig Amundsen.
Elle participe aux revues Proa et Martin Fierro, foyers successifs de l'avant-garde argentine.
Elle reçoit pour son œuvre, en 1959, le Grand Prix d'Honneur ainsi que la Médaille d'Or décernés par la Société Argentine des Auteurs.
En 1926, elle rencontre le poète Oliverio Girondo. Ils se fiancent en 1934 et se marient en 1943. Ils resteront unis jusqu'à la fin, Norah s'éteignant quelques années après Girondo.